# جزيرة دومير
```
جزيرة دومير (بالإنجليزية
 
Doumer Island)
 
جزيرة
 في 
القارة القطبية الجنوبية
 يبلغ طولها 
4.5 ميل بحري (8.3
 
كـم)
 وعرضها  
2 ميل بحري (3.7
 
كـم)
، ويبلغ ارتفاع أعلى قمة فيها 515 متر (1,690 قدم).
[
1
]
[
2
]
[
3
]
  تقع الجزيرة جنوب جزيرتي 
أنفريس
 وجزيرة وينكي في 
أرخبيل بالمر
 في القطب الجنوبي.
```

شوهدت الجزيرة لأول مرة من قبل البعثة البلجيكية في أنتاركتيكا سنة (1897-1899) تحت قيادة أدريان دي جيرلاش . تمت إعادة تخطيطها ورسمها على الخريطة من قبل البعثة الفرنسية للقارة القطبية الجنوبية (أنتاركتيكا الفرنسية) سنة 1903-1905 ، تحت قيادة جان بابتيست شاركوت ، الذي قام بتسميتها على اسم بول دومير ، رئيس مجلس النواب الفرنسي ورئيس فرنسا لاحقًا.